# Alois Lipburger
Alois Lipburger (* 27. August 1956 in Andelsbuch, Vorarlberg; † 4. Februar 2001 bei Füssen) war ein österreichischer Skispringer, Lehrer und Skisprungtrainer.

## Werdegang
Während seiner Ausbildung zum Skispringer in Stams war Lipburger Mitglied der damaligen Stamser Nachwuchsspringergruppe um Karl Schnabl, Toni Innauer, Willi Pürstl, Rupert Gürtler und Alfred Pungg und danach Mitglied des österreichischen Skisprungwunderteams der 70er Jahre, das Baldur Preiml geformt hat. Er studierte nach der Schule das Lehramtsstudium Sport und Philosophie an der Universität in Innsbruck und schloss mit dem Magister ab. Im Anschluss an seine Laufbahn und an sein Studium kehrte er als Lehrer und Trainer ans Skigymnasium in Stams zurück.
Als aktiver Skispringer erreichte er seine größten Erfolge in der Skisprungsaison 1977/78. Nachdem er alle drei Wettbewerbe der Dreiländer-Springertournee in Tarvis, Planica und Villach gewonnen hatte, siegte er auch beim Auftaktspringen der Schweizer Springertournee in St. Moritz. Anfang Februar 1978 folgte ein dritter Rang beim internationalen Sprungwettbewerb in Murau. Diese Form konnte Lipburger schließlich auch beim Saisonhöhepunkt abrufen, als er mit dem Gewinn der Silbermedaille von der Großschanze bei den Nordischen Skiweltmeisterschaften 1978 in Lahti der sechste österreichische WM-Medaillengewinner im Skispringen wurde. Bei der Skiflugwoche am Kulm belegte er Anfang März als Dritter einen weiteren Podestplatz. Bei verschiedenen Skisprunggroßveranstaltungen erreichte er insgesamt zwölf Top-Ten-Platzierungen. Lipburger trainierte die deutsche Nationalmannschaft der nordischen Kombinierer und baute 1985/86 das französische Skisprungteam auf. Anschließend war er als Skilehrer in der Skischule Stams tätig. Ab 1999 übernahm er die Funktion des Nationaltrainers der österreichischen Skispringer.
Auf dem Rückweg vom Weltcup-Springen in Willingen geriet das Auto von Martin Höllwarth mit den Beifahrern Lipburger und Andreas Widhölzl auf einer Landstraße bei Füssen außer Kontrolle und überschlug sich mehrmals. Lipburger starb, die beiden anderen Insassen kamen mit leichten Verletzungen davon.

## Erfolge

### Weltcupsiege
| Datum            | Ort      | Disziplin   |
| ---------------- | -------- | ----------- |
| 13. Februar 1981 | Ironwood | Flugschanze |
| 14. Februar 1981 | Ironwood | Flugschanze |

### Weltcupplatzierungen
| Saison  | Platz | Punkte |
| ------- | ----- | ------ |
| 1979/80 | 17    | 70     |
| 1980/81 | 11    | 88     |

### Weitere Siege
10. Januar 1976 Sapporo Olympiaschanze (108/112) 255.0

### Schanzenrekorde
| Ort   | Land     | Weite               | aufgestellt am   | Rekord bis       |
| ----- | -------- | ------------------- | ---------------- | ---------------- |
| Lahti | Finnland | 112,5 m (HS: 130 m) | 26. Februar 1978 | 26. Februar 1978 |